# Шимин, Александр Сергеевич
Шимин Александр Сергеевич (род. 4 февраля 1989) — «Мастер спорта России международного класса» (2009, плавание, вольный стиль). Победитель первых Черноморских игр 2007 года. Участник Универсиад в Белграде (2009) и Шэньчжэне (2011). Чемпион России (2010—800 м). Бронзовый призёр чемпионатов России (2008, 2011—400 м; 2009—800 м; 2010—1500 м). Бронзовый призёр чемпионата России на короткой воде (2015 — эстафета 4×200 м в/с).

## Биография
Родился 4 февраля в 1989 году в селе Верхний Услон Верхнеуслонский район, Татарская АССР. Живет в Казани. В 2012 году окончил Казанский национальный исследовательский технический университет имени Туполева, радиотехнический факультет.
Мастер спорта России международного класса (2009, плавание, вольный стиль).
Неоднократный призёр первенств России: Чемпион России (2010—800 м). Бронзовый призёр чемпионатов России (2008, 2011—400 м; 2009—800 м; 2010—1500 м).
Бронзовый призёр чемпионата России на короткой воде (2015 — эстафета 4×200 м в/с).
Тренер — Эльвира Ильдусовна Гарнышева.
Выступал за Республику Татарстан.